# Lycosoidea
Lycosoidea là một liên họ các loài nhện tám mắt với 12 họ:
- Ctenidae
- Lycosidae
- Neolanidae
- Oxyopidae
- Pisauridae
- Psechridae
- Senoculidae
- Stiphidiidae
- Trechaleidae
- Zoridae
- Zorocratidae
- Zoropsidae

Theo Fang et al. (2000), quan hệ của một số họ dựa trên dữ liệu 12S và 16S rDNA như sau:
```
+---- Psechridae
+--|
| +---- Oxyopidae
```

|
```
| +---- Pisauridae
+--|
+---- Lycosidae
```

## Hình ảnh

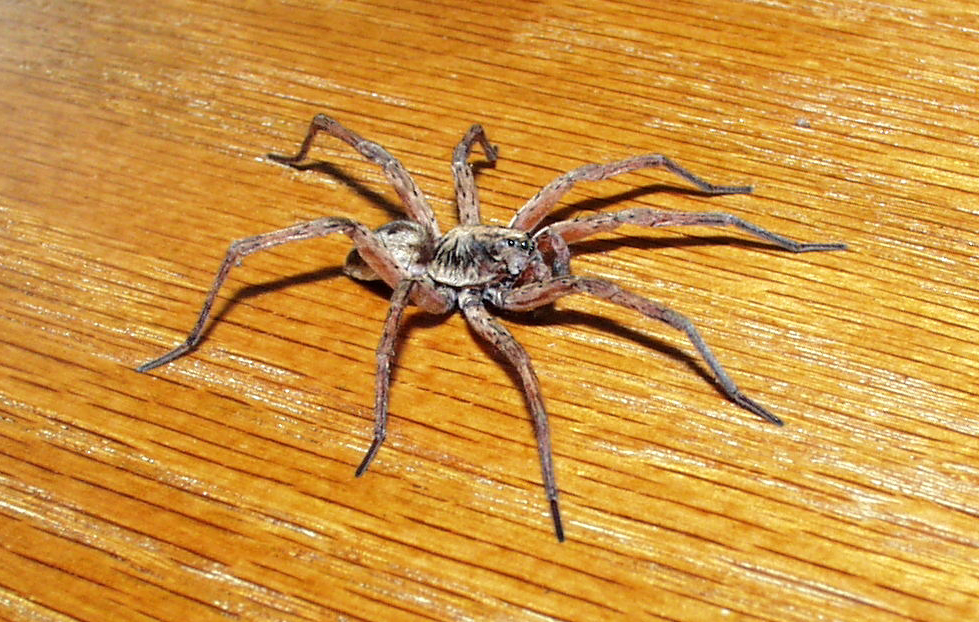
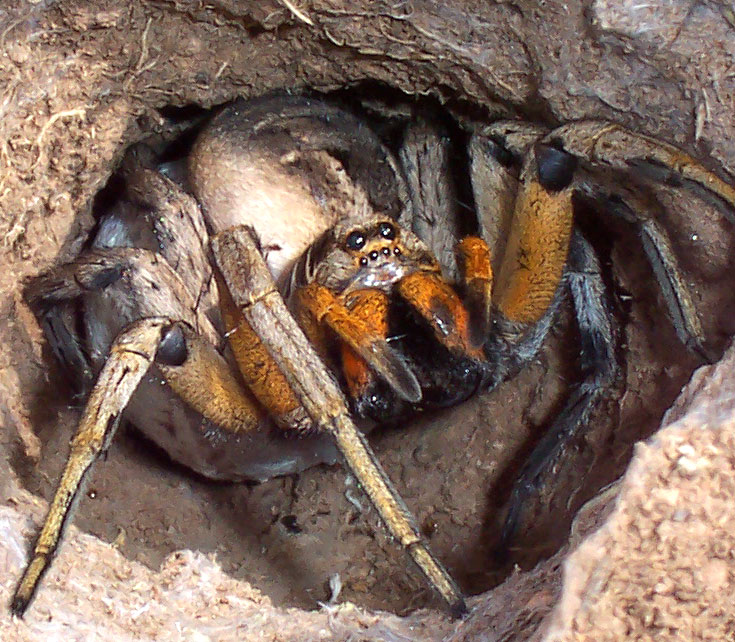
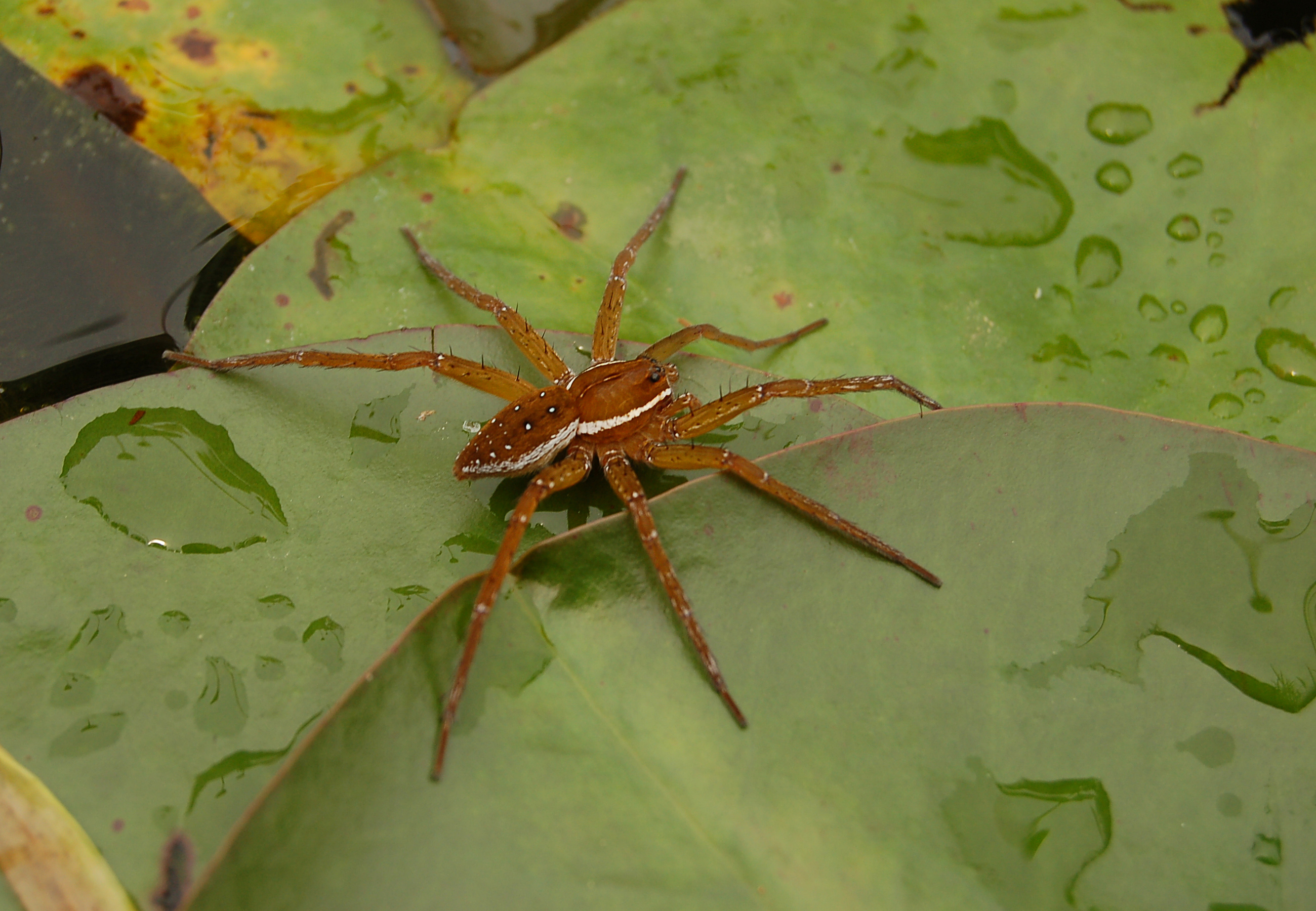